# Kanton Chaguarpamba
Der Kanton Chaguarpamba befindet sich in der Provinz Loja im Süden von Ecuador. Er besitzt eine Fläche von 313 km². Im Jahr 2020 lag die Einwohnerzahl schätzungsweise bei 6600. Verwaltungssitz des Kantons ist die Ortschaft Chaguarpamba mit 1090 Einwohnern (Stand 2010). Der Kanton Chaguarpamba entstand am 27. Dezember 1985 als Abspaltung des Kantons Paltas.

## Lage
Der Kanton Chaguarpamba befindet sich in den Anden im zentralen Norden der Provinz Loja. Entlang der nördlichen Kantonsgrenze fließt der Río Pindo, rechter Quellfluss des Río Puyango nach Westen. Der Río Yaguachi, der linke Quellfluss des Río Puyango, durchquert den Kanton in westlicher Richtung. Die Fernstraße E50 von Loja nach Arenillas führt durch den Kanton und an dessen Hauptort Chaguarpamba vorbei.
Der Kanton Chaguarpamba grenzt im Osten an den Kanton Catamayo, im Südosten an den Kanton Olmedo, im Südwesten und im Westen an den Kanton Paltas sowie im Norden an die Provinz El Oro.

## Verwaltungsgliederung
Der Kanton Chaguarpamba ist in die Parroquia urbana („städtisches Kirchspiel“)
- Chaguarpamba

und in die Parroquias rurales („ländliches Kirchspiel“)
- Amarillos
- Buenavista
- El Rosario
- Santa Rufina

gegliedert.